# Daphnandra
Daphnandra is een geslacht uit de familie Atherospermataceae. De soorten zijn endemisch in Australië, waar ze voorkomen in de staten New South Wales en Queensland.

## Soorten
- Daphnandra apatela Schodde
- Daphnandra johnsonii Schodde
- Daphnandra melasmena Schodde
- Daphnandra micrantha (Tul.) Benth.
- Daphnandra repandula (F.Muell.) F.Muell.
- Daphnandra tenuipes J.R.Perkins

Atherosperma · 
Daphnandra · 
Doryphora · 
Dryadodaphne · 
Laurelia · 
Laureliopsis · 
Nemuaron